# Madonna col Bambino in trono tra i santi Giovanni Battista e Francesco
Madonna col Bambino in trono tra i santi Giovanni Battista e Francesco è un dipinto ad olio su tavola di Francesco Beccaruzzi, conservato presso la Chiesa di Santa Maria delle Grazie della città di Conegliano.

## Descrizione
Questo dipinto raffigura la Madonna col Bambino in trono, sulla sinistra san Giovanni Battista e sulla destra san Francesco d'Assisi, in basso al centro l'angelo musicante.